# Triunfosaurus
Triunfosaurus (que significa "réptil da bacia de Triunfo") é um gênero de dinossauro saurópode do Cretáceo Inferior do Brasil. Contém uma única espécie, T. leonardii, descrita por Carvalho et al. em 2017. Como um gênero, Triunfosaurus pode ser distinguido de todos os outros titanossauros pelas proporções únicas de seu isquio. Provavelmente foi um titanossauro bastante basal, e, consequentemente, é o primeiro titanossauro basal conhecido. Sua presença na América do Sul apoia a hipótese de que os titanossauros se originaram no continente.

## Descoberta
O holótipo de Triunfosaurus, UFRJ-DG 498, foi encontrado em uma camada arenosa da Formação Rio Piranhas a oeste do estado da Paraíba, no Brasil. Seus restos fósseis são compostos basicamente por vértebras caudais e parte de bacia.
O tipo e a única espécie Triunfosaurus leonardii foi nomeado e descrito em 2017 por Ismar de Souza Carvalho, Leonardo Salgado, Rafael Matos Lindoso, Hermínio Ismael de Araújo-Júnior, Francisco Cézar Costa Nogueira e José Agnelo Soares. O nome genérico refere-se à Bacia de Triunfo na Paraíba, enquanto o nome específico homenageia o paleontologista Giuseppe Leonardi. Vivia em um clima árido, podendo chegar aos 13 metros de comprimento.